# Maíz (color)
Maíz es el color amarillo claro cuyo referente es el color de la mazorca de maíz. Sin embargo, existiendo gran variedad de maíces, en el uso común este color puede variar desde el amarillo muy claro hasta el color ámbar o dorado, más o menos saturado. Este color se le llama también amarillo claro o amarillo pastel, y en ocasiones banana o plátano (fruta banana), como en la siguiente muestra:

## Colores similares
|           | Azufre            | Banana            | Champán           |
| Cod. hex. | #EAE679           | #F8DE7E           | #F3E5AB           |
| RGB       | (234, 230, 121)   | (248, 222, 126)   | (243, 229, 171)   |
| HSV       | (58°, 48 %, 92 %) | (47°, 49 %, 97 %) | (48°, 30 %, 95 %) |
| Ref.      | [ 2 ]             | [ 3 ]             | [ 3 ]             |

## Color web
Los colores web establecidos por protocolos informáticos para su uso en páginas web incluyen el que se muestra debajo. El color "barbas de maíz" es algo similar al color maíz.
|           | Cornsilk (barbas de maíz) |
| HTML      | #FFF8DC                   |
| RGB       | (255, 246, 220)           |
| HSV       | (48°, 14 %, 100 %)        |
| Protocolo | X11                       |

## Galería

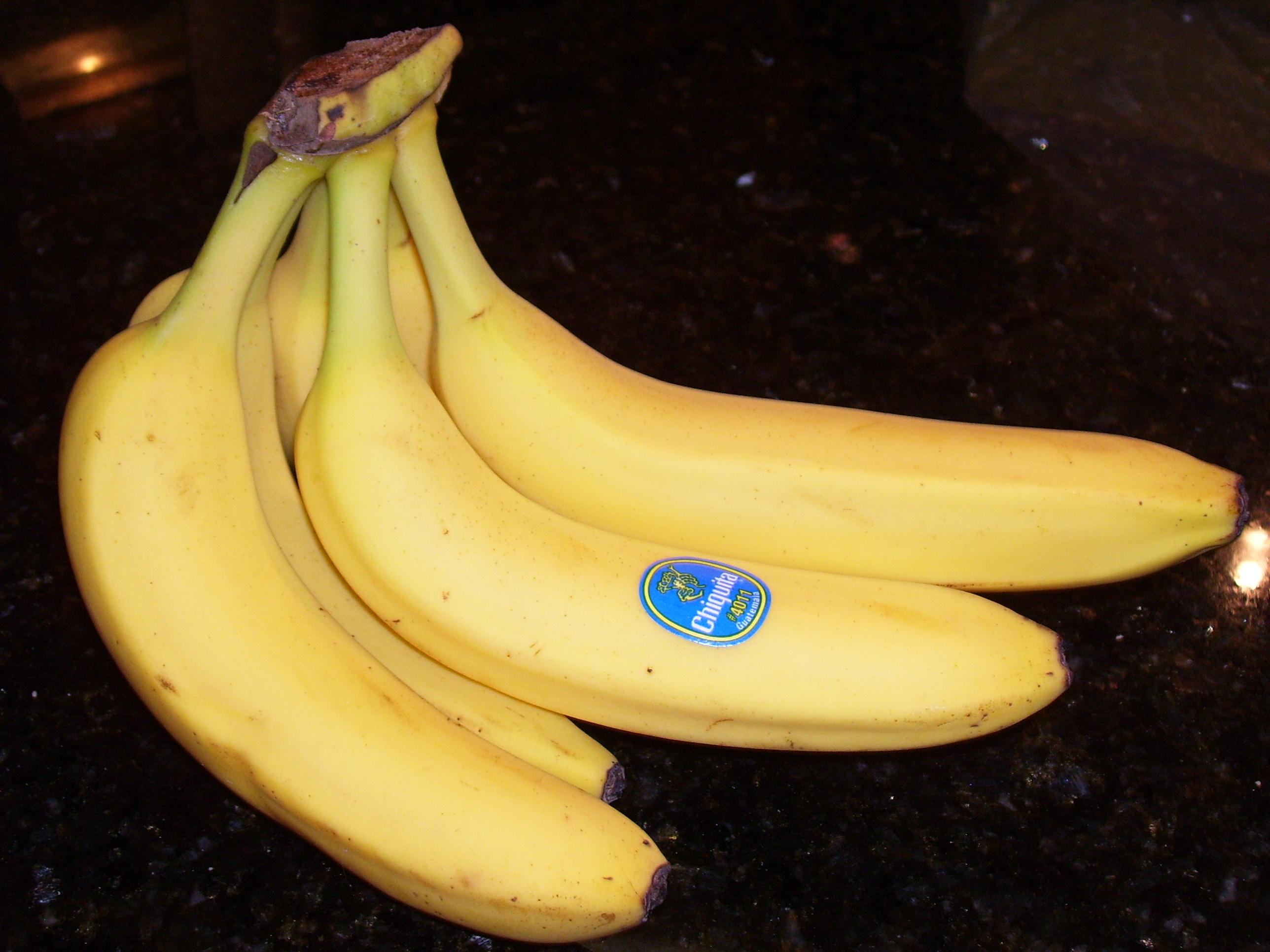
Bananas
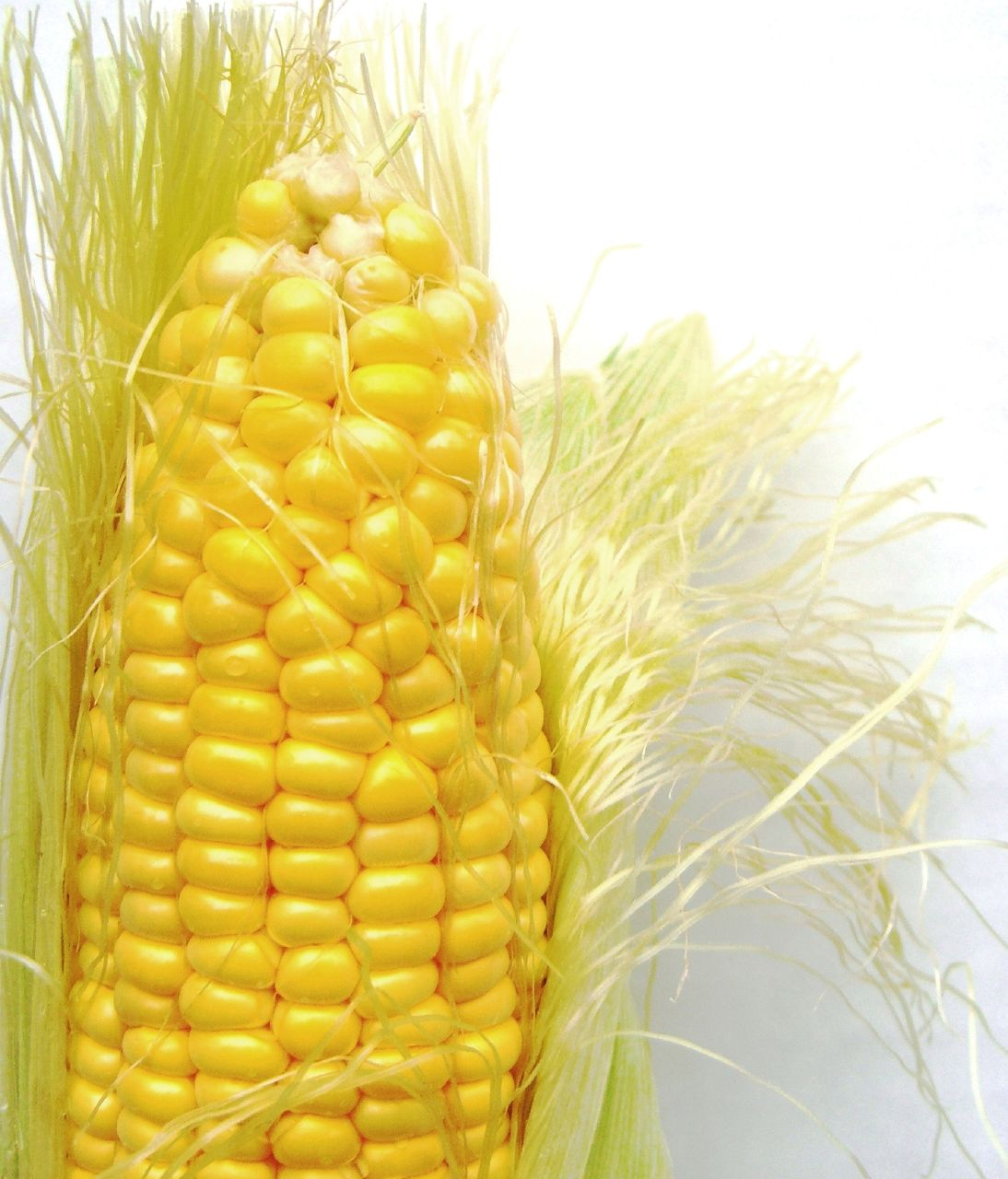
Mazorca y barbas de maíz
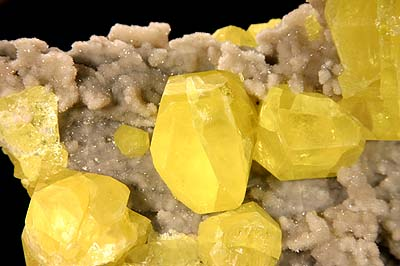
Azufre nativo
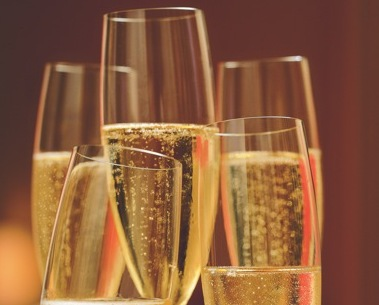
Champán
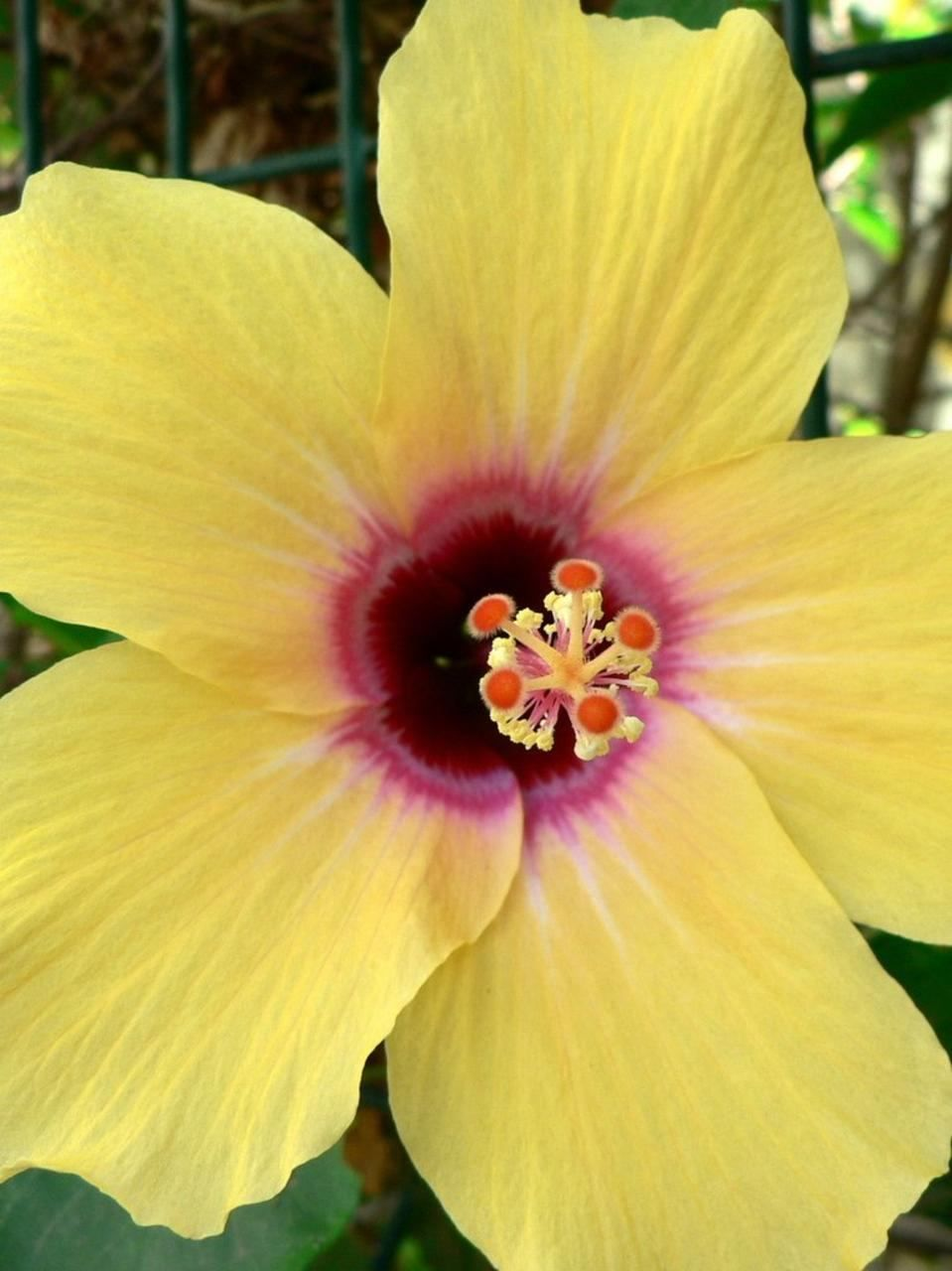
Flor de hibisco
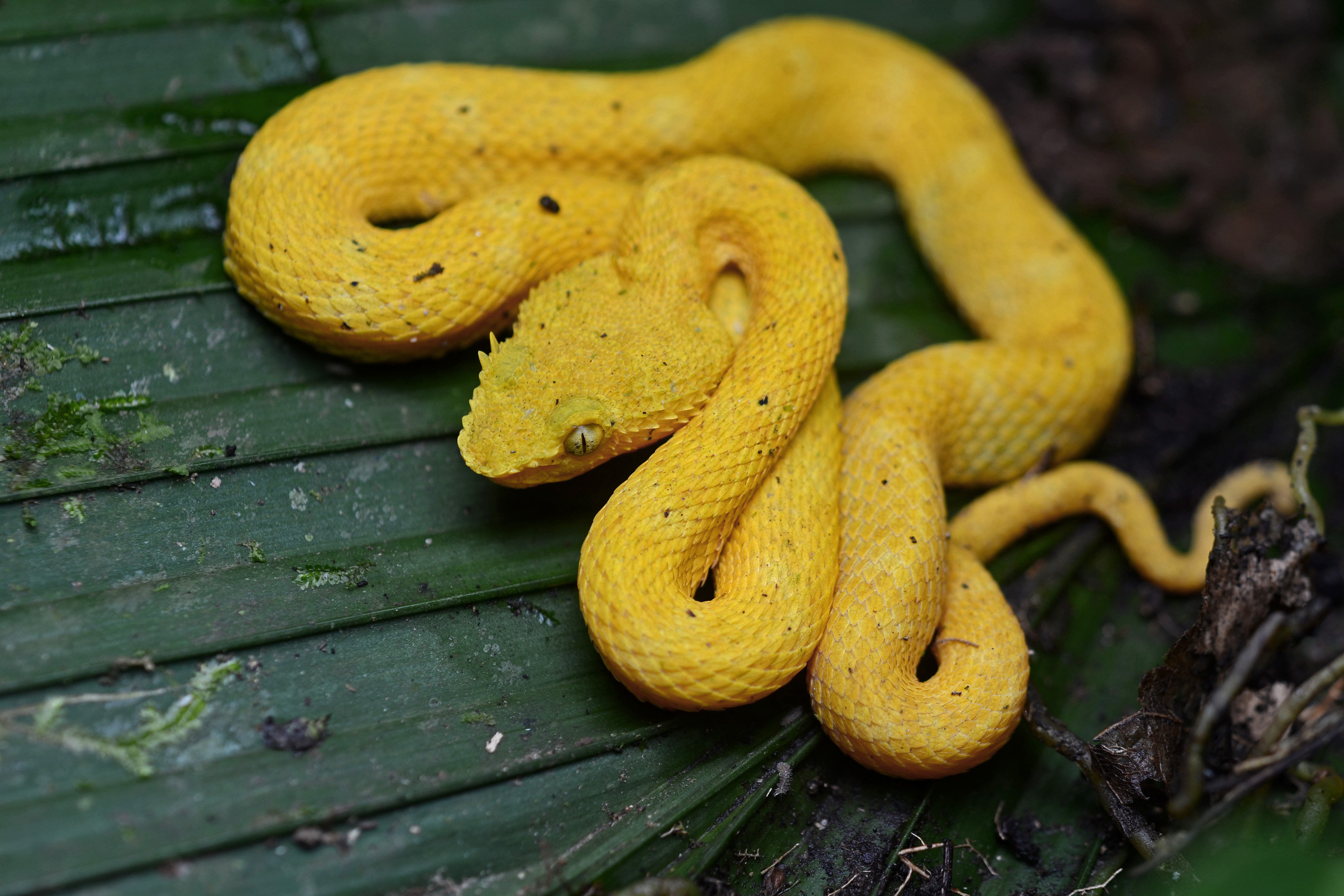
Víbora de pestaña
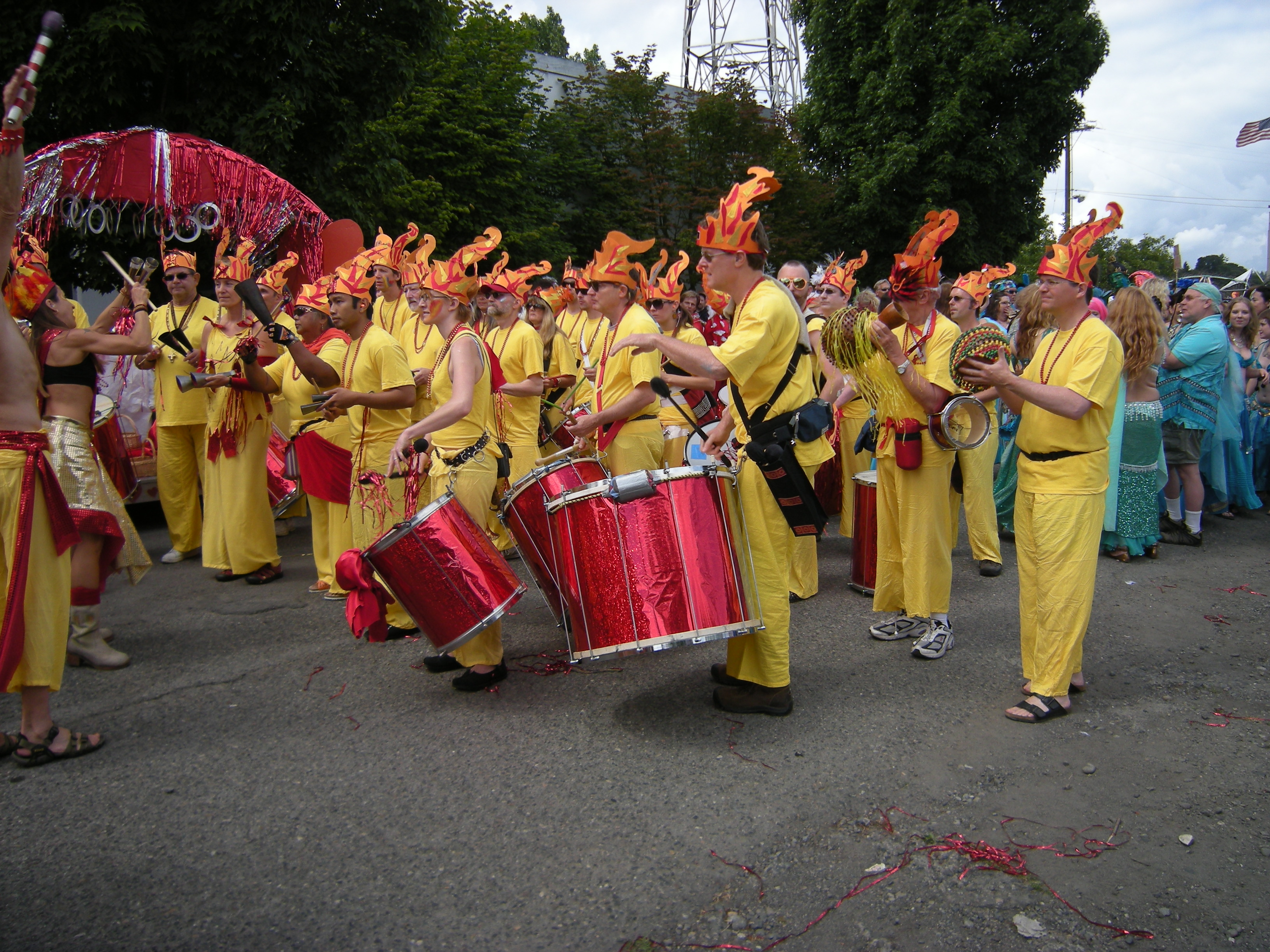
Desfile del solsticio de verano en Seattle, Washington